# Colombiers-du-Plessis
Colombiers-du-Plessis és un municipi francès situat al departament de Mayenne i a la regió de País del Loira. L'any 2007 tenia 498 habitants.

## Demografia

### Població
El 2007 la població de fet de Colombiers-du-Plessis era de 498 persones. Hi havia 209 famílies de les quals 60 eren unipersonals (24 homes vivint sols i 36 dones vivint soles), 77 parelles sense fills, 64 parelles amb fills i 8 famílies monoparentals amb fills.
La població ha evolucionat segons el següent gràfic:
Habitants censats

### Habitatges
El 2007 hi havia 287 habitatges, 210 eren l'habitatge principal de la família, 51 eren segones residències i 26 estaven desocupats. 282 eren cases i 4 eren apartaments. Dels 210 habitatges principals, 147 estaven ocupats pels seus propietaris, 60 estaven llogats i ocupats pels llogaters i 3 estaven cedits a títol gratuït; 4 tenien una cambra, 14 en tenien dues, 41 en tenien tres, 47 en tenien quatre i 104 en tenien cinc o més. 174 habitatges disposaven pel capbaix d'una plaça de pàrquing. A 101 habitatges hi havia un automòbil i a 91 n'hi havia dos o més.

### Piràmide de població
La piràmide de població per edats i sexe el 2009 era:
| Homes | Edats   | Dones |
| ----- | ------- | ----- |
| 0     | 95 o +  | 0     |
| 0     | 90 a 94 | 0     |
| 0     | 85 a 89 | 4     |
| 12    | 80 a 84 | 4     |
| 20    | 75 a 79 | 40    |
| 12    | 70 a 74 | 8     |
| 24    | 65 a 69 | 16    |
| 16    | 60 a 64 | 12    |
| 8     | 55 a 59 | 12    |
| 16    | 50 a 54 | 12    |
| 20    | 45 a 49 | 24    |
| 20    | 40 a 44 | 16    |
| 12    | 35 a 39 | 8     |
| 20    | 30 a 34 | 28    |
| 16    | 25 a 29 | 8     |
| 4     | 20 a 24 | 4     |
| 8     | 15 a 19 | 4     |
| 4     | 10 a 14 | 16    |
| 8     | 5 a 9   | 28    |
| 8     | 0 a 4   | 16    |

## Economia
El 2007 la població en edat de treballar era de 296 persones, 234 eren actives i 62 eren inactives. De les 234 persones actives 211 estaven ocupades (121 homes i 90 dones) i 23 estaven aturades (9 homes i 14 dones). De les 62 persones inactives 27 estaven jubilades, 19 estaven estudiant i 16 estaven classificades com a «altres inactius».

### Ingressos
El 2009 a Colombiers-du-Plessis hi havia 210 unitats fiscals que integraven 486,5 persones, la mediana anual d'ingressos fiscals per persona era de 15.001 €.

### Activitats econòmiques
Dels 10 establiments que hi havia el 2007, 3 eren d'empreses de construcció, 4 d'empreses de comerç i reparació d'automòbils, 1 d'una empresa d'hostatgeria i restauració, 1 d'una empresa de serveis i 1 d'una empresa classificada com a «altres activitats de serveis».
Dels 4 establiments de servei als particulars que hi havia el 2009, 1 era un taller de reparació d'automòbils i de material agrícola, 2 paletes i 1 fusteria.
L'any 2000 a Colombiers-du-Plessis hi havia 61 explotacions agrícoles que ocupaven un total de 1.443 hectàrees.

## Poblacions més properes
El següent diagrama mostra les poblacions més properes.